# Slaven Stjepanović
Slaven Stjepanović (in serbo Славен Стјепановић?; Vareš, 2 novembre 1987) è un calciatore montenegrino, attaccante del Gradina Srebrenik.